# Dendrophyllia dilatata
Dendrophyllia dilatata is een rifkoralensoort uit de familie van de Dendrophylliidae. De wetenschappelijke naam van de soort werd in 1927 voor het eerst geldig gepubliceerd door Cornelius van der Horst.